# Szívünkből szólt
A Szívünkből szólt című, javarészt új dalokból készült lemez érdekessége, hogy korábbiakban még nem alkalmazott Zoltán Erika & Robby D. feliratozással készült.

## Az album dalai[1]
1. Szívünkből szólt duett Csepregi Évával (Kolozsvári Tamás-Krajczár Péter-Tabár István)
2. 25 év (Mészáros László-Krajczár Péter-Tabár István)
3. Dolce Vita (Pierluigi Giombini-Paul Mazzolini)
4. Süt a nap (Volt egy álmunk) (Kolozsvári Tamás-Krajczár Péter-Tabár István)
5. Madonna feat Dominiqe (F. Enz-Pásztor László-Jakab György-Hatvani Emese)
6. Beindul a tánc (Kolozsvári Tamás-Krajczár Péter-Tabár István)
7. Juice (Krajczár Péter-Tabár István)
8. Ébred a szerelem (Krajczár Péter-Tabár István)
9. Ő csak a Tiéd (Kolozsvári Tamás-Krajczár Péter-Tabár István)
10. Szívünkből szólt extended version feat Dominiqe (Kolozsvári Tamás-Krajczár Péter-Tabár István)